# Trichaphodius lanuginosus
Trichaphodius lanuginosus är en skalbaggsart som beskrevs av Louis Albert Péringuey 1901. Trichaphodius lanuginosus ingår i släktet Trichaphodius och familjen Aphodiidae. Inga underarter finns listade i Catalogue of Life.